# Maxi Sickert
Maxi Sickert (* 1969 in Berlin) ist eine deutsche Journalistin, die zu den Themen Jazz, Improvisierte Musik und Zeitgenössische Kunst schreibt.

## Leben
Sickert ist als Journalistin für Die Zeit, den Berliner Tagesspiegel, die Taz, Kunstzeitung, Fono Forum, Jazz Thing, Byte FM sowie THE:ARTIST und den Rundfunk Berlin-Brandenburg tätig. Ihre Jazzkolumne für Die Zeit war für den Grimme Online Award nominiert. Ihr Buch Clarinet Bird. Rolf Kühn – Jazzgespräche, das im Broecking Verlag erschienen ist, wurde vom Jazzinstitut Darmstadt als bestes deutschsprachiges Jazzbuch des Jahres 2009 genannt; 2014 erschien zu Kühns 85. Geburtstag die überarbeitete und deutlich erweiterte Neuausgabe Rolf Kühn – Ein Leben mit Jazz.
Für die Columbia University, New York, war sie Referentin für das Symposium "Jazz in the Global Imagination: Music, Journalism and Culture" sowie Referentin für die internationalen Konferenzen „Lost in Diversity – A Transatlantic Dialogue“ und „Vision, Perception, Friction: How Jazz became Art and Attacked“ am Heidelberg Center for American Studies, Heidelberg. 
2013 stellte Sickert der Berlin Improvisation Research Group (BIRG) ihre Forschung über Jazz, Improvisierte Musik und Kunst vor. 2017 wurde Sickert in die Jury zum SWR-Jazzpreis berufen. 2021 moderierte sie unter dem Namen Maxi Broecking das Intersektionalitätspodium „Macht und Identität“ im Nationaltheater Mannheim. Seit 2021 arbeitet Sickert ausschließlich unter dem Namen Maxi Broecking.
Maxi Sickert ist Mit-Gründerin und Inhaberin des Broecking Verlags. 

## Werke (Auswahl)
- Clarinet bird. Rolf Kühn – Jazzgespräche. Creative people book. Broecking, Berlin 2009, ISBN 978-3-938763-10-0.
  - Neuauflage unter dem Titel: Clarinet Bird. Rolf Kühn – ein Leben mit Jazz. Broecking, Berlin 2014, ISBN 978-3-938763-35-3.
- Donnerstag-Gesellschaft Schloss zu Alfter. 1947–1950 und die Zeit danach. Broecking Art Edition. Broecking, Berlin 2010, ISBN 978-3-938763-30-8.
- „Aus der Form geboren.“ Schüler der Klasse Paul Klee 1931–1933 und die Zeit danach. Broecking Art Edition. Broecking, Berlin 2011, ISBN 978-3-938763-31-5.
- Legenden des Soul. Die Zeit Edition, 2014 (Begleitbuch zur CD-Box).

Kataloge
- Guido Sieber: Atomic Coffee Cocktail. Verlag Friedmann-Hahn, 2020, ISBN 978-3-946627-12-8
- Josef Fischnaller: Apocalypse. Verlag Friedmann-Hahn, 2020, ISBN 978-3-946627-11-1
- Laura Nieto: Der Anhaltende Blick. Verlag Friedmann-Hahn, 2020
- Marc Taschowsky: Sirenen und Tamaschowskys. Verlag Friedmann-Hahn, 2020, ISBN 978-3-946627-08-1
- Anne Leone – Under the Surface. Verlag Friedmann-Hahn, 2021
- Daniel Ludwig – Reveries. Verlag Friedmann-Hahn, 2021
- Markus Fräger – Aufkommende Erinnerung. Verlag Friedmann-Hahn, 2019